# Biševo, Rožaje
Biševo este un sat din comuna Rožaje, Muntenegru. Conform datelor de la recensământul din 2003, localitatea are 380 de locuitori (la recensământul din 1991 erau 437 de locuitori).

## Demografie
În satul Biševo locuiesc 259 de persoane adulte, iar vârsta medie a populației este de 29,0 de ani (27,9 la bărbați și 30,3 la femei). În localitate sunt 69 de gospodării, iar numărul mediu de membri în gospodărie este de 5,51.
|  |

| Demografie | Demografie | Demografie |
| An         | Locuitori  | Locuitori  |
| ---------- | ---------- | ---------- |
|            |            |            |
|            |            |            |
|            |            |            |
|            |            |            |
| 1948       | 613        |            |
| 1953       | 333        |            |
| 1961       | 367        |            |
| 1971       | 317        |            |
| 1981       | 403        |            |
| 1991       | 437        | 423        |
| 2003       | 406        | 380        |

| \| Componența etnică conform recensământului din 2003[2] \| Componența etnică conform recensământului din 2003[2] \| Componența etnică conform recensământului din 2003[2] \| Componența etnică conform recensământului din 2003[2] \| Componența etnică conform recensământului din 2003[2] \| \| ----------------------------------------------------- \| ----------------------------------------------------- \| ----------------------------------------------------- \| ----------------------------------------------------- \| ----------------------------------------------------- \| \| \| \| \| \| \| \| Bosniaci \| Bosniaci \| \| 361 \| 95% \| \| Musulmani \| Musulmani \| \| 17 \| 4,47% \| \| necunoscută \| necunoscută \| \| 2 \| 0,52% \| |             |  |     |       |
| Componența etnică conform recensământului din 2003 |             |  |     |       |
| |             |  |     |       |
| Bosniaci | Bosniaci    |  | 361 | 95%   |
| Musulmani | Musulmani   |  | 17  | 4,47% |
| necunoscută | necunoscută |  | 2   | 0,52% |